# Diachasmimorpha feijeni
Diachasmimorpha feijeni – gatunek błonkoskrzydłych z rodziny męczelkowatych i podrodziny Opiinae.
Gatunek ten opisany został w 1999 roku przez Cornelisa van Achterberga.
Ciało długości od 6,8 do 7,8 mm, czarne z żółtawopomarańczowymi przednimi odnóżami, środkowymi goleniami i przedpleczem. Spód metasomy jasnożółty. Czułki 1,5 raza dłuższe niż przednie skrzydła, zbudowane z 63 do 67 członów. Mesoscutum gładkie. Szaro owłosiony metapleuron jest w większej części gładki, a w tylno-brzusznej wgłębiony. Przednie skrzydło o długości od 6,9 do 7,4 mm ma nasadową część pierwszej komórki subdyskalnej oszczeconą, a pozostałą jej część gładką; kształt tej komórki jest bardziej wydłużony niż u D. paeoniae, a na wierzchołku jej boki są prawie równoległe.
Larwy tej błonkówki są wewnętrznymi pasożytami muchówek Bactrocera minax, żerujących na mandarynkach.
Owad znany tylko z Punakʽi w Bhutanie.